# SMS Elsass
SMS Elsass byla druhá z pěti bitevních lodí (predreadnought) třídy Braunschweig postavených pro německé císařské námořnictvo. Kýl lodi byl položen v loděnici Schichau-Werke v Gdaňsku v roce 1901, spuštěna na vodu byla v květnu 1903 a do služby se dostala v listopadu 1904, ačkoli nehoda během námořních zkoušek odložila její dokončení na květen 1905. Jméno dostala podle území Alsasko-Lotrinsko (dnes francouzské Alsasko). Mezi její sesterské lodě patřily Braunschweig, Hessen, Preußen a Lothringen. Hlavní výzbroj tvořila 4 děla ráže 280 mm (11 palců). Dosahovala maximální rychlosti 18 uzlů (33 km/h; 21 mph). Stejně jako všechny ostatní predreadnoughty postavené na přelomu století rychle zastarala uvedením do služby revoluční lodí HMS Dreadnought v roce 1906, kvůli čemuž u německého námořnictva zažila omezenou službu.
Po uvedení do služby loď sloužila u II. eskadry německé floty a během tohoto období byla zaměstnána každoročním rozsáhlým výcvikem a také dobrovolnými návštěvami cizích zemí. Nové bitevní lodě typu dreadnought Elsass nahradily a v roce 1913 byla vyřazena ze služby, ačkoli o rok později po vypuknutí první světové války byla znovu aktivována a přidělena ke VI. bitevní eskadře. Elsass v Baltském moři zahájila akce proti ruskému carskému námořnictvu. V srpnu 1915 se zúčastnila bitvy v Rižském zálivu, kde se setkala s ruskou bitevní lodi Slava. V roce 1916 byla umístěna do rezervy kvůli nedostatku personálu a hrozbě britských ponorek operujících v Baltském moři a zbytek války strávila jako cvičná loď.
Po válce byla ponechána Německu na základě podmínek Versailleské smlouvy a v letech 1923–1924 modernizována. U Reichsmarine sloužila až do roku 1930 a prováděla výcvikové operace a návštěvy zahraničních přístavů tak, jak tomu bylo dříve v rámci její služby. V roce 1930 byla znovu umístěna do zálohy a následující rok byla vyřazena z námořního rejstříku. Na krátkou dobu sloužila jako hulk ve Wilhelmshavenu. Koncem roku 1935 byla zastaralá bitevní loď prodána společnosti Norddeutscher Lloyd a následující rok byla rozebrána do šrotu.